# YNSA
YNSA steht für Yamamoto Neue Schädelakupunktur (Yamamoto New Scalp Acupuncture) und ist eine eigenständige Akupunkturmethode über ein Somatotop im Sinne eines Mikroakupunktursystems.

## Entstehung
Die YNSA wurde von dem japanischen Arzt Toshikatsu Yamamoto in den 1960er Jahren entwickelt. Yamamoto stellte die damaligen Hauptbestandteile der YNSA, die fünf Basispunkte (A, B, C, D und E) erstmals im Jahr 1973 auf einem japanischen Ryodoraku-Kongress vor. Die Basispunkte sind bestimmten Körperregionen zugeordnet, so werden beispielsweise die gesamten oberen Extremitäten über den Basispunkt C behandelt, während der Basispunkt D den unteren Extremitäten zugeordnet ist.

## Methodik
Seit 1985 arbeitet die YNSA zusätzlich mit Somatotopien und Extrapunkten zunächst vornehmlich am Schädel. Den einzelnen Zonen der Somatotopien werden Verbindungen zu Körperregionen, Körperfunktionen und Meridianen der Chinesischen Akupunktur zugeordnet. Die zu nadelnden Punkte werden durch Palpation, Bauch- und Halsdiagnostik ermittelt. Schmerzt beispielsweise der Nierenpunkt durch Druck am Hals, wird der dazugehörige Y-Punkt der Schläfe genadelt. Wenn diese Nadel richtig platziert wurde, verschwindet der Druckschmerz am Hals und bietet somit die sofortige Kontrolle für den richtigen Sitz der Nadel.

## Indikation
Die Palette der Indikationen sind identisch mit klassischen Akupunkturbehandlungen und umfasst vor allem Schmerztherapie am Bewegungsapparat und neurologische Erkrankungen wie Lähmung (Parese) und Sprachstörung nach einem Schlaganfall. Die YNSA erfordert eine spezielle Zusatzausbildung und wird weltweit sowohl im ambulanten wie im stationären Bereich sowie im Rettungsdienst angewendet. Auf der Asia Pacific Stroke Conference 2014 war sie als fester Bestandteil mit mehreren Vorträgen vertreten (APSC 2014).